# Europees kampioenschap schaatsen 1892
Het Europese kampioenschap allround in 1892 werd op 25 januari 1892 verreden op de ijsbaan van Wenen, Oostenrijk, toen nog onderdeel van de dubbelmonarchie Oostenrijk-Hongarije.
Dit kampioenschap was het tweede Europese kampioenschap allround, en werd net als in 1891 tegelijkertijd met het EK kunstschaatsen (voor mannen) georganiseerd door de Duitse en Oostenrijkse schaatsbond, verenigd in de "Deutscher und Österreichischer Eislaufverband". Er was nog geen internationale bond, de Internationale Schaatsunie (ISU) werd in juli 1892 opgericht.
Er was geen titelverdediger omdat het Europees kampioenschap van 1891 op de ijsbaan van Hamburg onbeslist eindigde, Ook dit kampioenschap eindigde onbeslist omdat geen van de deelnemers alle drie de afstanden won.

## Klassement
| #   | Naam                  | Land       | 1/3 mile   | 1mile      | 3 mile      |
| --- | --------------------- | ---------- | ---------- | ---------- | ----------- |
| (1) | Franz Schilling       | Oostenrijk | 1.15,5 (2) | 3.53,2 (1) | 12.21,0 (1) |
| (2) | Hermann Galler        | Oostenrijk | 1.10,0 (1) | 4.03,0 (2) | 14.08,0 (3) |
| (3) | Heinrich Kern         | Oostenrijk | 1.20,0 (3) | 4.11,0 (3) | 14.06,0 (2) |
| NF2 | Josef Rössler-Ořovský | Bohemen    | 1.21,0 (4) | NF         | 14.50,0(4)  |

* = met val
NC = niet gekwalificeerd
NF = niet gefinisht
NS = niet gestart
DQ = gediskwalificeerd